# Ultraleuchtkräftige Röntgenquelle
Ultraleuchtkräftige Röntgenquellen (englisch ultra-luminous X-ray source, abgekürzt ULX) werden beobachtet als punktförmige Röntgenquellen in benachbarten Galaxien, die nicht in den Zentren der Galaxien positioniert sind und eine Leuchtkraft haben, welche die Eddington-Grenze für sphärische Akkretion auf ein kompaktes Objekt von 10 Sonnenmassen mit 1031 Watt im Bereich von 0,3 bis 10 keV übersteigt. Sie gewinnen den größten Teil ihrer Energie nicht aus thermonuklearen Reaktionen. Es ist keine ultraleuchtkräftige Röntgenquelle in der Milchstraße bekannt. Es wird vermutet, dass die Röntgenstrahlung durch die Akkretion von Materie auf Schwarze Löcher in Röntgendoppelsternen entsteht.

## Eigenschaften
Bei der Identifikation von ultraleuchtkräftigen Röntgenquellen werden zunächst andere Objekte ausgeschlossen wie aktive galaktische Kerne hinter der Galaxie, junge Supernovaüberreste in der Galaxie und Vordergrundobjekte wie kataklysmische Veränderliche und chromosphärisch aktive Sterne in der Milchstraße. Die verbliebenen Röntgenquellen verfügen über die folgenden Eigenschaften:
- Die Röntgenleuchtkraft kann bis zu 2 · 1035 Watt erreichen, wobei diese Quellen manchmal auch als hyperleuchtkräftige Röntgenquellen bezeichnet werden und nur bei Leuchtkräften von 1032–1034 Watt von ultraleuchtkräftigen Röntgenquellen gesprochen wird.[3]
- Die Röntgenstrahlung ist veränderlich mit Schwankungen in der Intensität und im Spektrum. Wie bei anderen Kandidaten für akkretierende Schwarze Löcher wie bei Röntgennovae werden Übergänge zwischen einem harten Spektrum mit geringer Intensität und einem weichen Spektrum mit hoher Intensität beobachtet.[4] Die Veränderlichkeit vollzieht sich auf Zeitskalen von Sekunden bis Jahren.[5]
- Das Spektrum im Bereich der Röntgenstrahlung kann in erster Näherung durch ein einfaches Potenzgesetz beschrieben werden. Unterhalb von 2 keV wird häufig ein kleiner Überschuss gegenüber dem Potenzgesetz beobachtet. Dieser Exzess wird entweder als eine Folge eines Ausflusses in Form von Jets oder als Emission vom äußeren kalten Bereich einer Akkretionsscheibe interpretiert. Oberhalb von 4 keV bricht die Gültigkeit des Potenzgesetzes meist zusammen.[6]
- Einige ULX mit maximalen Röntgenleuchtkräften von einigen 1039 erg zeigen periodische Leuchtkraftänderungen in der Größenordnung von einigen Stunden wie Röntgendoppelsterne vom Typ LXMB. Bei ULX mit höheren Leuchtkräften sind dagegen keine langfristig stabilen Helligkeitsänderungen beobachtet worden. Wie bei allen Arten von Röntgendoppelsternen werden auch bei ultraleuchtkräftigen Röntgenquellen Dips nachgewiesen, bei denen die Röntgenhelligkeit innerhalb weniger Stunden bzw. Tage um bis zu einem Faktor 10 abfällt und im selben Zeitraum wieder die vorherige Helligkeit erreicht. Dieses Verhalten wird bei Röntgendoppelsternen als Abschattung der Röntgenstrahlung durch Strukturen in der Scheibe oder im Sternwind des massespendenden Begleitsterns interpretiert.[7]
- Quasiperiodische Oszillationen der Röntgenstrahlung zeigen Frequenzen im Bereich von einem bis 150 mHz, wie sie auch bei Röntgendoppelsternen mit Schwarzen Löchern beobachtet werden. Die Verteilung der Frequenzen der QPOs lassen eine hohe Masse der Schwarzen Löcher erwarten.[8]
- Die Ultraviolettstrahlung vom Ort der ultraleuchtkräftige Röntgenquellen zeigt manchmal Anzeichen für eine Akkretion von Sternwind von einem Wolf-Rayet-Stern und manchmal Anzeichen für einen Massentransfer, wenn ein Stern in einem Doppelsternsystem seine Roche-Grenze überschreitet.[9]
- Optische Strahlung vom Ort ultraleuchtkräftiger Röntgenquellen verfügt meist über einen blauen Farbindex. Dies muss aber nicht als ein massiver blauer Stern als Quelle des akkretierten Gases interpretiert werden, da es sich auch um Strahlung der Akkretionsscheibe handeln kann, die von der Röntgenstrahlung aufgeheizt wird.[10] Da die reprozessierte Strahlung der Akkretionsscheibe die optische Helligkeit des Sterns um bis zu 5 Magnitudinen übertrifft, können nur Begleiter mit dem Spektraltyp O ausgeschlossen werden.[11]
- Um einige ultraleuchtkräftige Röntgenquellen sind ionisierte Nebel gefunden worden, deren Ausdehnung und Leuchtkraft die von Supernovaüberresten deutlich überschreitet. Die Linien des He II und N V werden auch bei aktiven galaktischen Kernen beobachtet, wo diese als Folge einer Fotoionisation durch harte Röntgenstrahlung interpretiert werden.[12]
- Ultraleuchtkräftige Röntgenquellen werden zu 75 Prozent in oder nahe bei Gebieten mit aktiver Sternentstehung in den Galaxien gefunden. Dementsprechend werden diese Röntgenquellen seltener in elliptischen Galaxien entdeckt. In den letzten Jahren sind am Ort der ultraleuchtkräftigen Röntgenquellen teilweise junge offene Sternhaufen oder Kugelsternhaufen mit einem Alter von um die 10 Millionen Jahre gefunden worden.[13] Da die Sternentstehungsraten in wechselwirkenden Galaxien recht hoch sind, wird dort auch eine entsprechend hohe Anzahl an ultraleuchtkräftigen Röntgenquellen beobachtet. Die Sterne in der Umgebung dieser ULX haben meist ein Alter in der Größenordnung von 10 Millionen Jahren.[14]
- Ultraleuchtkräftige Röntgenquellen treten mit größerer Wahrscheinlichkeit in metallarmen Galaxien auf mit einem Anteil an schweren Elementen, der kleiner als fünf Prozent des Werts der Sonne ist.[15]
- Eine Untergruppe der ultraleuchtkräftigen Röntgenquellen sind die superweichen ultraleuchtkräftigen Röntgenquellen, deren Röntgenspektrum von Strahlung mit Energien unterhalb von 2000 Elektronenvolt dominiert wird. Diese Spektren können sowohl als Akkretionsscheiben mit hoher Inklination um Schwarze Löcher mit stellaren Massen beschrieben werden als auch als kühle Scheiben um Schwarze Löcher mit Massen von 1.000 bis 10.000 Sonnenmassen.[16]

## Klassifizierung
Ultraleuchtkräftige Röntgenquellen werden folgendermaßen anhand der Leuchtkraft im Röntgenbereich eingeteilt:
- Im Bereich 1039 – 2 · 1042 erg/s als standard-ultraleuchtkräftige Röntgenquellen oder sULX
- Bis 1041 erg/s als extreme ultraleuchtkräftige Röntgenquellen oder eULX
- Bei Werten jenseits von 1042 erg/s als hyperleuchtkräftige ULX oder HLX

Neben der Leuchtkraft unterscheiden sich die Klassen auch in ihrem Röntgenspektrum und in ihrer quasiperiodischen Veränderlichkeit.

## Hypothesen
Das Interesse an den ultraleuchtkräftigen Röntgenquellen liegt am Überschreiten der Eddington-Grenze für bekannte Begleiter in Röntgendoppelsternen. Jeder Stern kann danach eine maximale Leuchtkraft aus der Akkretion gewinnen, bevor der Strahlungsdruck die einfallende Materie von dem kompakten Objekt wegbeschleunigt und damit eine Obergrenze der Akkretionsrate und Leuchtkraft für die jeweilige Masse festlegt. Daher sind für die ultraleuchtkräftigen Röntgenquellen folgende Hypothesen entwickelt worden:
- Es handelt sich um akkretierende Schwarze Löcher mit Massen von mehr als 100 Sonnenmassen. Diese Hypothese wird häufig skeptisch gesehen, da es keine anderen Anzeichen für Schwarze Löcher mit einer Masse oberhalb von 20 Sonnenmassen gibt, die direkt aus einer Kernkollapssupernova entstehen können. Erst Schwarze Löcher mit Massen weit oberhalb von 100.000 und mehr Sonnenmassen sind in den aktiven Kernen von Galaxien gefunden worden. Schwarze Löcher mittlerer Masse könnten aus der Verschmelzung von Schwarzen Löchern mit stellaren Massen entstanden sein.
- Es handelt sich um akkretierende Schwarze Löcher mit Massen von 5–20 Sonnenmassen, deren Röntgenstrahlung nicht isotrop abgestrahlt wird, sondern deren Emission stark gerichtet ist.
- Es handelt sich um akkretierende Schwarze Löcher mit Massen von 5–20 Sonnenmassen, deren Strahlung die Eddington-Grenze überschreitet. Eine geringe Überschreitung der Eddington-Leuchtkraft ist von den galaktischen Mikroquasaren V4641 Sgr und GRS 1915+105 bekannt.
- Es handelt sich um akkretierende Schwarze Löcher mit Massen von bis zu 80 Sonnenmassen, die aus extrem wasserstoffarmen Sternen entstanden sind und knapp oberhalb ihrer Eddington-Leuchtkraft emittieren. Bei einer geringen Metallizität entstehen nur geringe Sternwinde, und deshalb verlieren massereichere Sterne in ihren letzten Sternphasen weniger Materie, bevor sie als Kernkollapssupernova explodieren und ein Schwarzes Loch zurückbleibt.
- Ein Hybridmodell aus diesen Alternativen.

Neben diesen Hypothesen um ungewöhnliche Röntgendoppelsterne wird auch diskutiert, ob es sich um
- ein ehemals zentrales Schwarzes Loch einer mittlerweile mit der Galaxie verschmolzenen kleineren Galaxie handeln könnte,
- eine Supernova vom Typ IIb handeln könnte (allerdings ist niemals ein optisches Gegenstück einer Supernova am Ort einer ultraleuchtkräftigen Röntgenquellen beobachtet worden),
- ein am zentralen Schwarzen Loch der Galaxie abgepralltes kleineres Schwarzes Loch handeln könnte, das auf Geschwindigkeiten von einigen 1000 km/s beschleunigt wurde,
- junge rotationsangetriebene Röntgenpulsare handeln könnte, einige 100 bis 1000 Jahre nach der Supernovaexplosion. Zur Röntgenhelligkeit kann auch ein Pulsarwind-Nebel beitragen. Es wird geschätzt, dass zirka drei Prozent der ULX von der Rotationsenergie junger Neutronensterne angetrieben werden.[20]

Wahrscheinlich bilden die ultraleuchtkräftigen Röntgenquellen keine homogene Gruppe. Insbesondere die hyperleuchtkräftigen Röntgenquellen zeigen abweichende Eigenschaften wie ein härteres Röntgenspektrum und größere Veränderlichkeit im Bereich von Sekunden bis Stunden. Sie gelten als gute Kandidaten für akkretierende Schwarze Löcher mit mittleren Massen im Bereich von einigen hundert bis 10.000 Sonnenmassen.

## Beispiele
- M82 X-2 und M82 X-1
- XMMUJ004243.6+412519 in M31
- HLX-1 in ESO 243-49
- CXOU133705.1–295207 in M83